# Rapqon
Rapqon (uzb. cyr. Рапқон; ros. Рапкан, Rapkan) – osiedle typu miejskiego we wschodnim Uzbekistanie, w wilajecie fergańskim, w tumanie Beshariq, w Kotlinie Fergańskiej.